# Tachina sobria
Tachina sobria là một loài ruồi trong họ Tachinidae.